# Хемадаци

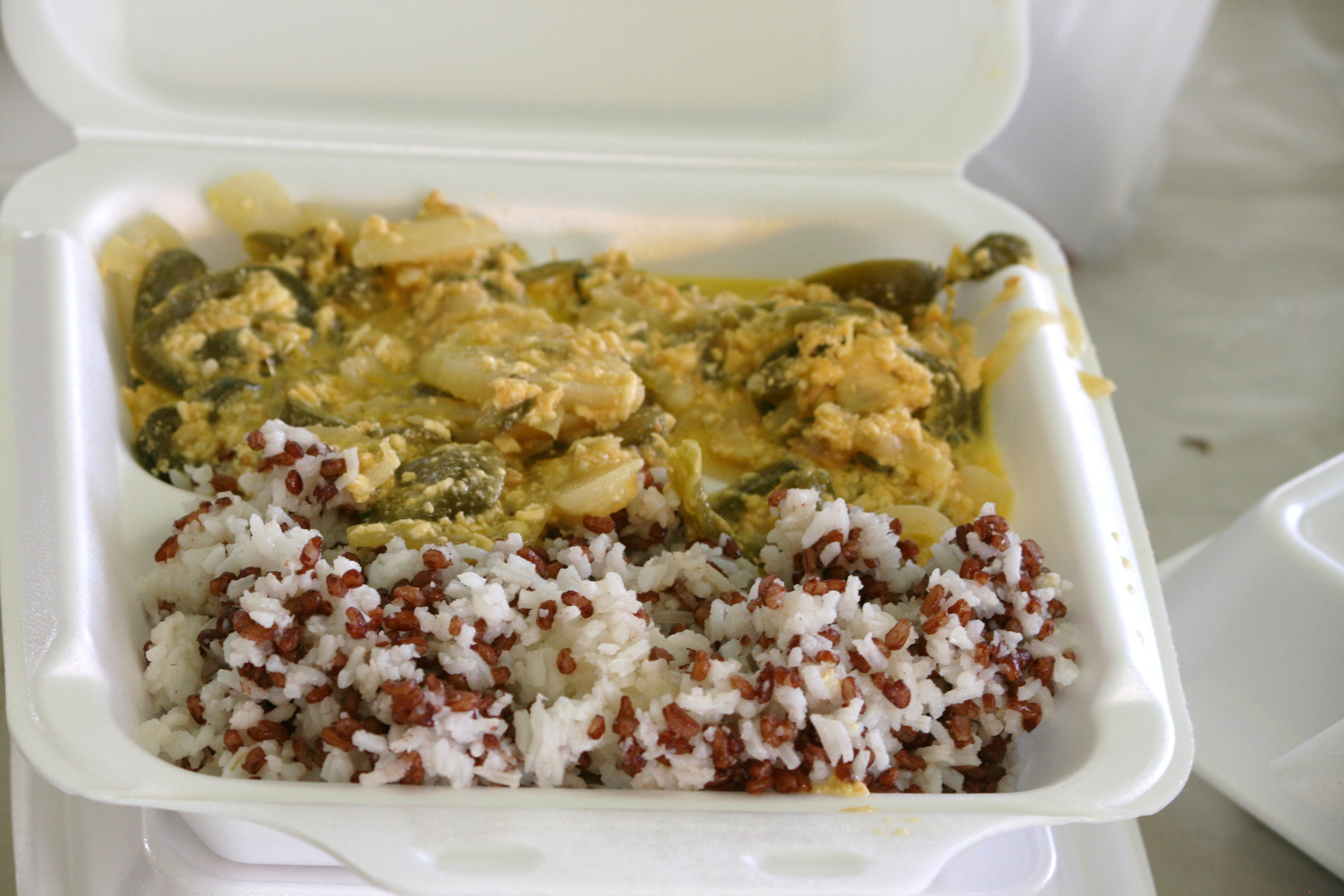
Хемадаци

Хемадаци (дзонг-кэ ཨེ་མ་དར་ཚིལ, вайли e-ma dar-tshil) — национальное блюдо Бутана. Хемадаци представляет собой густую приправу (чили) из свежего зелёного перца и старого сыра из молока яков.
Сыр «даци», используемый при приготовлении хемадаци, можно найти только в Бутане. Его производят бутанские крестьяне в своих домашних хозяйствах. Сыр имеет уникальный состав, поэтому он не растворяется во время варки.
Это блюдо крайне острое и подаётся с большим количеством малопроваренного красного и белого риса.